# Zakrzewski (herb szlachecki)
Zakrzewski (Drywa-Zakrzewski, Brochwicz odmienny, Brochwicz odmienny II) – kaszubski herb szlachecki.

## Opis herbu
Opis z wykorzystaniem zasad blazonowania, zaproponowanych przez Alfreda Znamierowskiego:
W polu błękitnym jeleń skaczący barwy naturalnej, ponad nim półksiężyc złoty, na każdym rogu takaż gwiazda. Klejnot: nad hełmem w koronie trzy pióra strusie. Labry błękitne, podbite złotem.

## Najwcześniejsze wzmianki
Herb wymieniany przez Nowego Siebmachera, Pommersches Wappenbuch Ledebura i Der polnische Adel Emiliana Szeligi-Żernickiego.

## Rodzina Zakrzewskich
W Polsce było ponad trzydzieści rodzin szlacheckich tego nazwiska, z czego na Kaszubach trzy. Gniazdem rodziny używającej omawianego herbu było Zakrzewo. Wymienia się tam w 1570 roku siedmiu właścicieli o nazwiskach Brzieczka, Drewa, Russek i Zielasko. Nazwiska te stały się później przydomkami Zakrzewskich, z których Drywa używane było najszerzej i czasami wymiennie z Zakrzewski. Kolejne wzmianki pochodzą z roku 1648, 1662, 1717, 1789. Oprócz gniazdowej wsi rodzina posiadała też działy w miejscowościach: wiek XVII: Łebno, Wyszecino, Gorczyska, wiek XVIII: Borek, Łukocin, Pałubice, Puzdrowo, Bródki, Jaguszowice, Nowa Wieś, Piecewo.

## Herbowni
Zakrzewski z przydomkiem Drywa. Zakrzewscy innych przydomków używali innych herbów: Kosowie-Zakrzewscy herbu Kos II, herby Wolfów-Zakrzewskich i innych gałęzi (Wolf, Malotka) są nieznane. Melchiorowi Drywie-Zakrzewskiemu przypisano w 1772 herb Dryja.